# Amphoter
Als Amphoter (von altgriechisch ἀμφοτέρως, amphotéros „auf beiderlei Art“) bezeichnet man in der Chemie und in der Physik unterschiedliche Stoffeigenschaften.

## Chemie

Die einfachste Aminosäure (Glycin, links) bildet z. B. sowohl mit Natronlauge als auch mit Salzsäure ein Salz.

In der Chemie wird ein Stoff amphoter genannt, der – je nach Milieu oder Reaktionspartner – in der einen oder anderen Weise reagiert.
- Säure-Base-Amphotere bezeichnet man auch als Ampholyte. Diese können sowohl als Säuren als auch als Basen reagieren.[1] Amphotere Stoffe reagieren somit gegenüber stärkeren Basen wie Säuren und gegenüber stärkeren Säuren wie Basen. Zu den Amphoteren zählen diverse Metalloxide und Metallhydroxide (siehe Tabelle) und die Aminosäuren.[2]
- Als Redox-Amphotere bezeichnet man Stoffe, die sowohl oxidierend als auch reduzierend wirken können. Beispiel: Wasserstoffperoxid
- Amphotere Tenside haben einen kationischen und einen anionischen Teil und besitzen Bedeutung als grenzflächenaktive Stoffe.[1]

Als amphotere Hydroxide bezeichnet man jene Hydroxid-Verbindungen, die sowohl im sauren als auch im alkalischen Medium löslich sind:
| Hydroxid                     | im Sauren gelöst | im Basischen gelöst |
| ---------------------------- | ---------------- | ------------------- |
| Kupfer(II)-hydroxid: Cu(OH)2 | Cu2+             | [Cu(OH)4]2−         |
| Zinnhydroxid: Sn(OH)2/4      | Sn2+/4+          | [Sn(OH)4/6]2−       |
| Antimonhydroxid: Sb(OH)3/5   | Sb3+/5+          | [Sb(OH)4/6]−        |
| Aluminiumhydroxid: Al(OH)3   | Al3+             | [Al(OH)4]−          |
| Chrom(III)-hydroxid: Cr(OH)3 | Cr3+             | [Cr(OH)6]3−         |
| Bleihydroxid: Pb(OH)2        | Pb2+             | [Pb(OH)3]−          |
| Zinkhydroxid: Zn(OH)2        | Zn2+             | [Zn(OH)4]2−         |
| Berylliumhydroxid: Be(OH)2   | Be2+             | [Be(OH)4]2−         |

## Physik
In der Festkörperphysik werden beim Dotieren diejenigen Dotanden als amphoter bezeichnet, die sowohl als Akzeptor als auch als Donator wirken können.